# Dixie Dregs

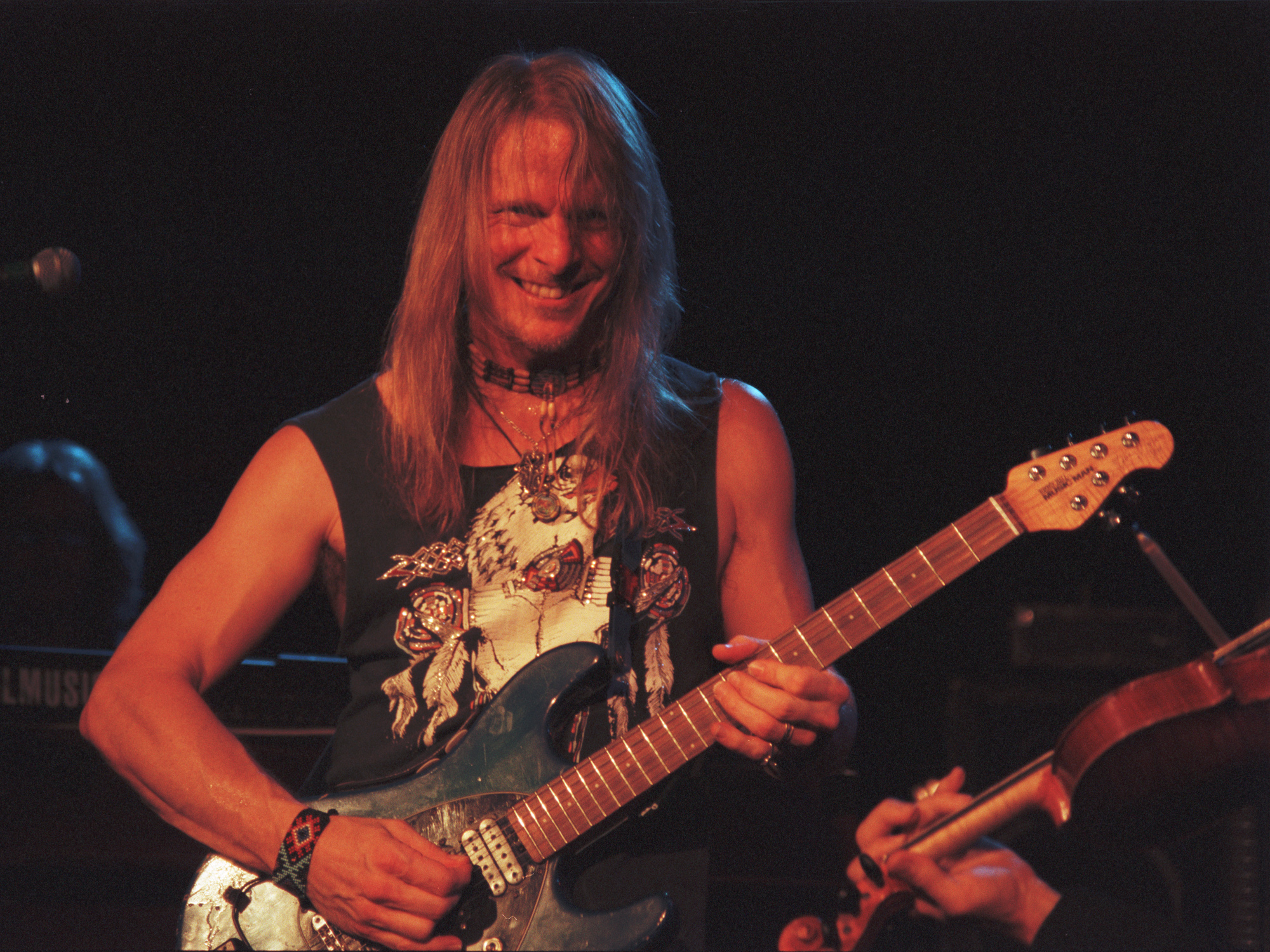

Dixie Dregs é uma banda americana de jazz fusion formada na década de 1970. Eles são conhecidos por misturarem em seu estilo os gêneros jazz, bluegrass, southern rock de uma forma única e recheada de virtuosismo. Steve Morse, o guitarrista, é o membro mais conhecido da banda, foi integrante da lendária banda inglesa Deep Purple de 1994 a 2022, tornando-se o guitarrista com maior tempo no grupo. Em 1976 os Dixie Dregs fecharam um contrato de gravação com o selo Capricorn, onde gravaram 3 discos até a falência da gravadora em 1979.
É certo que o som do Dixie Dregs sempre teve um predomínio principal do jazz-rock, mas também com nítidas influências progressivas e fortes pitadas da música country de sua terra natal. As músicas, tremendamente bem executadas e com harmonias altamente complexas, sempre tiveram inerentes doses saudáveis de um senso de humor típico do interior dos Estados Unidos. O fabuloso guitarrista Steve Morse, de personalidade musical carismática e técnica refinadíssima, é também o mentor da banda e responsável pelo estilo extremamente pragmático, preciso e intrincado de todas as composições e arranjos.
Como ‘The Great Spectacular’ (75) é considerada apenas uma demo, ‘What If’ (78) vem a ser o segundo álbum oficial da banda, posterior ao mais alegre ‘Freefall’ (77). A partir de ‘What If’, o som da ‘Escória do Sul’ (significado do nome da banda em português) amadureceria, se tornaria mais entrosado e um pouco mais pesado. A se julgar pelo estilo de som instrumental e virtuoso, a presença de violino e as influências no estilo de Morse (grande fã do venerado guitarrista inglês John McLaughlin), a banda absorve um conceito musical semelhante ao da cultuada Mahavishnu Orchestra, só que com sonoridade menos dissonante, mais divertida e inclinada para o southern rock. Todos os trabalhos do grupo até ‘Unsung Heroes’ (81) são de grande expressão e importantes aquisições para os fãs dos áureos tempos do fusion
.

## Formação e primeiros anos
A Dixie Dregs evoluiu de uma banda de Augusta, Geórgia chamado Dixie Grit, formado por Steve Morse e Andy West, em 1970. A banda incluiu irmão mais velho de Morse, Dave, na bateria, Frank Brittingham (guitarra e vocal) e Johnny Carr (teclados). Carr foi mais tarde substituído por Mark Parrish. Pouco tempo após a inscrição de Steve Morse na universidade da Universidade de Miami da Música em 1971, Dixie Grit foi dissolvida. Morse e West continuaram atuando como um dueto, chamando-se Dixie Dregs (O "Resto" do "Dixie Grit").
Em 1973, Steve Morse (guitarra), Andy West (baixo), Allen Sloan (violino) e Bart Yarnal (bateria) se conheceram quando estudavam na Universidade da Escola de Música de Miami para tocar como Rock Ensemble II. West também fez parte da Georgia State University por um ano, enquanto estudava violoncelo e teoria musical e composição juntamente com Mark Parrish. Parrish permaneceu na GSU apenas durante os anos acadêmicos para voltar à Augusta, Georgia, durante as férias de verão - que restabelece o quarteto de guitarra / baixo / teclados / bateria com Morse, West, Parrish, e Gilbert Frayer (bateria) atuando como banda de abertura para concertos e shows locais de headliners como Dixie Dregs.
Durante os subsequentes anos escolares acadêmicos, os membros restantes dos Dregs - incluindo Andy West - voltaram à Universidade de Miami e Mark Parrish voltou para Atlanta, Georgia, para completar a sua licenciatura em performance e composição musical na Universidade Estadual da Geórgia no âmbito do estudo de William Masselos, com estudos adicionais de música eletrônica na Universidade de Columbia em Nova York sob Alice Shields - um protegido de Wendy Carlos.
Primeira gravação
Na época, a Universidade de Miami organizou uma animada comunidade musical, incluindo grandes nomes futuros como Pat Metheny, Jaco Pastorius, Danny Gottlieb, T Lavitz e Bruce Hornsby. Rod Morgenstein foi convidado após um acidente de surf incapacitando o baterista Bart Yarnal. Em 1974, durante os anos escolares na UofM, o tecladista Frank Josephs foi adicionado ao lineup. Em 1975, o primeiro trabalho do grupo, The Great Spectacular (nomeado pelo ex- "Dixie Grit" segundo guitarrista e cantor, Frank Brittingham), foi registrado na Universidade. Aproximadamente 1.000 cópias do LP original foram prensados. O álbum foi relançado em 1997 em forma de CD.
Assinam com a Capricorn
Com base na força de uma demo com três músicas e uma dica dos ex-membros da Allman Brothers Band, Chuck Leavell e Twiggs Lyndon, a Capricorn Records assinou contrato com os Dixie Dregs no final de 1976 para gravar o que seria o álbum FreeFall (1977). Steve Davidowski foi o tecladista em "FreeFall". Quando Davidowski saiu para trabalhar com o violinista Vassar Clements, ex-Dixie Grit / Dixie Dregs, o tecladista Mark Parrish voltou ao grupo mais tarde naquele mesmo ano. O sucesso moderado e aclamação da crítica de FreeFall os levou ao álbum "What if" de 1978, apoiado pela sua primeira turnê com datas em Nova York, Georgia, Flórida, Carolina do Sul, Carolina do Norte, Texas, Arizona, Massachusetts, Mississippi e Califórnia.
Seu quarto álbum, Night of the Living Dregs (com Morse, West, Sloan, Parrish, e Morgenstein), foi lançado em abril de 1979, recebendo a primeira indicação da banda ao Grammy de Melhor Performance de Rock Instrumental - vencido naquele ano pelos Wings, banda de Paul McCartney. "Night of the Living Dregs" incluía gravações em estúdio, bem como composições executadas ao vivo e gravadas no Montreux Jazz Festival, em 23 de julho de 1978. Ken Scott, braço direito do produtor e arranjador George Martin (aquele dos Beatles), produziu os álbuns "What If" e "Night of the Living Dregs".
Mudança da Capricorn para a Arista
Em outubro de 1979, a Capricorn Records declarou falência e a banda assinou com a Arista Records em janeiro de 1980 para criação de três álbuns. Nesta época, o tecladista Mark Parrish deixa a banda sendo substituído por T Lavitz. Mais tarde, nesse mesmo ano, Dregs of the Earth (com Morse, West, Sloan, Lavitz, e Morgenstein) foi lançado.
Parrish passou a tocar piano e teclados para os vocalistas Andy Williams, Roberta Flack, Natalie Cole, Luther Vandross, Peabo Bryson, Celine Dion, Regina Belle, Deborah Gibson, Pat Boone e a filha Debby Boone, Glen Campbell e para o guitarrista Larry Coryell. Ganhou um Angel Award como co-produtor de um álbum cristão, onde arranjou e tocou todos os instrumentos. Foi, também, diretor musical, maestro, tecladista e instrumentista nas turnês dos shows Cats, Meet Me in St. Louis, O Mágico de Oz, Pequena Loja dos Horrores, Nunsense, Brigadoon, O Fantasma da Ópera, Anything Goes e outros shows da Broadway.
Mudança de Nome
Para o álbum "Unsung Heroes", lançado em 1981, a banda encurtou o nome para The Dregs apenas, num esforço de conseguir maior apelo comercial. Para o álbum "Industry Standard" de 1982, o violonista Sloan foi substituído por Mark O'Connor, vencedor da competição de melhor violonista country na "Nashville's Grand Masters Fiddle Championship". O álbum contou com participação vocal pela primeira vez, numa tentativa de alcançar um público mais numeroso. Os vocalistas convidados foram Patrick Simmons (Doobie Brothers) e Alex Ligertwood (Santana). Industry Standard levou "the Dregs" à uma nova indicação ao Grammy na categoria Melhor Performance de Rock/Jazz Instrumental. A recente mudança de nome, adição de vocais e boa agenda de shows não contribuiu para o aumento das vendas dos álbuns, fazendo com que os membros partissem para projetos individuais. 

### O Retorno
No final dos anos 80, o grupo se reuniu para uma turnê com os ex-membros Morse, Morgenstein (que também estava tocando com a banda Winger), Lavitz e Sloan. Seu retorno foi complementado por uma coletânea intitulada "Divided We Stand (1989)". O baixista Dave LaRue completou o line-up para uma turnê de 7 shows culminando no álbum ao vivo "Bring Them Back Alive (1992)", que lhes rendeu uma segunda indicação ao Grammy de Melhor Performance de Rock Instrumental em janeiro de 1993 - concedido a Stevie Ray Vaughan e Double Trouble para "Little Wing". O violinista foi Jerry Goodman da famosa "Mahavishnu Orchestra", indicação de Sloan, por estar sempre ausente devido à sua atribulada carreira Médica. Eles assinaram um contrato com a antiga gravadora Capricorn Records para o seu primeiro álbum de estúdio em anos, intitulado "Full Circle", de 1994 .

### Na atualidade
Os Dregs até hoje mantém uma união esporádica de seus antigos membros, reunindo brevemente para tours curtas e raros trabalhos em estúdio. Em 1997 foram lançados "The Great Spectacular", em Abril e "King Biscuit Flower Hour Presents", em Setembro (gravada originalmente em 1979 para o programa de rádio King Biscuit). California Screamin' (2000) é uma curiosa mistura de gravações ao vivo das apresentações no Teatro Roxy em Agosto de 1999. Este álbum traz antigas composições e covers de "Jessica" do Allman Brothers e "Peaches en Regalia" do Frank Zappa (com Dweezil Zappa dividindo os solos de guitarra) . Os discos do século XX "The Best Of Dixie Dregs" e o DVD "Sects, Dregs and Rock ' n ' Roll" foram lançados em 2002.